# Charierges
Charierges là một chi bướm đêm thuộc họ Noctuidae.